# Zelda (namn)

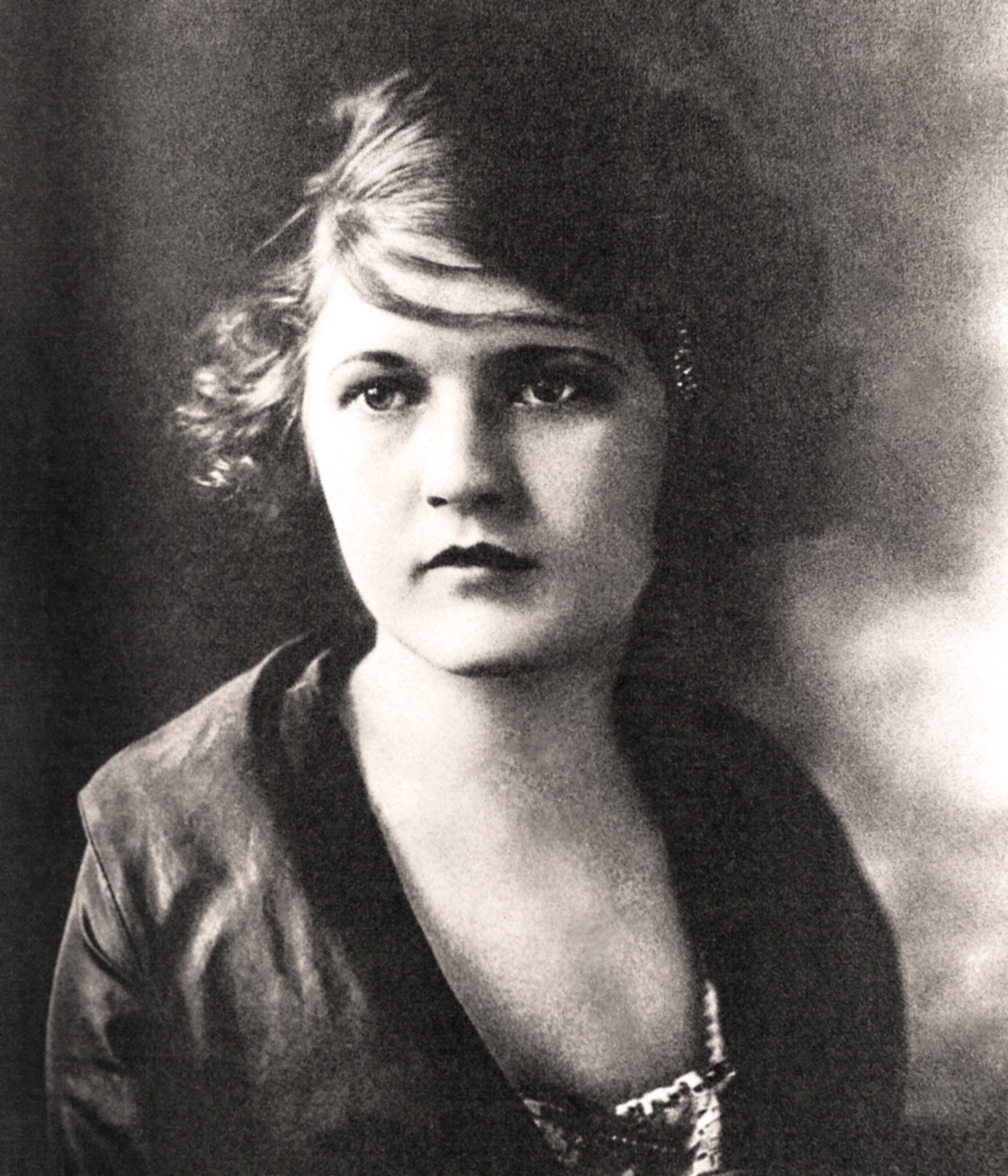
Zelda Fitzgerald, 1917.

Zelda är ett kvinnonamn som kommer från jiddisch och betyder "tur" eller "kvinnlig krigare". Det kan också vara en variant eller smeknamn av det germanska Griselda, vilket betyder "mörk strid".
I Sverige finns det idag 166 kvinnor som har förnamnet Zelda. Av dessa har 99 namnet Zelda som tilltalsnamn/förstanamn

## Personer med namnet Zelda
- Zelda Fitzgerald, amerikansk författare
- Zelda Schneersohn Mishkovsky, israelisk poet.
- Zelda Harris, amerikansk skådespelerska.
- Zelda Rubinstein, amerikansk skådespelerska
- Zelda Williams, amerikansk skådespelerska
- Zelda Young, kanadensisk radiopratare

## Fiktiva
- Prinsessan Zelda i TV-spelsserien The Legend of Zelda